# 下人
下人（げにん）とは、日本で平安時代以後から太閤検地までにおける荘官や鎌倉時代・室町時代における地頭の雑役に従事した雑人、江戸時代以後における年季奉公人のこと。

## 概説
平安中期以降、貴族、寺社、大名田堵らの家内で使役された私的隷属民の呼称として現れる。「下人・所従」と併称されることが多いが、一般的に下人の方が所従よりも家への隷属性が強く、また、所従の称は武家においてよく利用された。「奴婢雑人」などとも称され、売買、譲渡、相続の対象であり、下人の子孫もまた代々主家に仕えた。その職務は耕作、雑務、馬引きなどであり、合戦にも駆り出された。武家の奉公人は上層を郎従（郎党、郎等）、下層を下人や所従と呼んだが、下人所従は武士身分でないため、戦場において首を取っても手柄になることはなかった。

## 南北朝時代
南北朝の争乱以降、土地を与えられ自立する下人が現れるなど身分環境に変動が起こってくる。従来譜代であった下人の奉公形態も、年季契約をもって行うものが現れるなど、従来の家内従属性が薄れていった。近世にはいると刀狩りによる名主層の否定など、農地に対する重層支配が否定され、農地の小規模独立経営を推し進める政策が採られていくため、譜代相伝の下人である譜代下人は次第に姿を消していった。替わって年季奉公を中心としたものに変わり、下男（げなん）、下女（げじょ）という呼称が定着してくる。

## 戦国時代
夫が領主によって刑罰をうけたときに、妻子も下人として所有・人身売買されることが頻繁にあったという。また女性が父親や夫から逃げて領主の屋敷に保護を求めたときに、女性を下人とすることも許容されていた。1587年にマニラに来航した日本人に日本の奴隷制度について聞いたところ、息子は父親の身分を継承し、娘は母親の身分を継承して主人に所有権が引き継がれるとの律令制の法令と合致する内容だったと記録されている。セルケイラはキリシタン大名でない日本の領主の課す重税によって親が子を売るよう強いられていたと述べている。飢饉や自然災害時に保護と引き換えに労働を申し出た者は下人とみなされた。

## 江戸時代
江戸時代にも名主（なぬし）、庄屋、商家、武家において存在し、その多くは出替奉公であったが実質的には譜代であることも多かった。商家では、年季明けなどで下男、下女が奉公先を替えることを出代（でがわり）といい、出代を行う日は、万治・寛文年間までは2月2日、それ以降は3月4日とされていた。

## 備考
- 正月16日には、地獄の釜の蓋が開く日とされ、この日は下男下女が解放され、自由な1日を過ごした[15]（藪入りも参照）。